# Onthophagus sciron
Onthophagus sciron es una especie de insecto del género Onthophagus, familia Scarabaeidae, orden Coleoptera.

Fue descrita científicamente por Balthasar en 1969.